# تامپا شرقی (فلوریدا)
تامپا شرقی (به انگلیسی: East Tampa) یک منطقهٔ مسکونی در ایالات متحده آمریکا است که در شهرستان هیلزبرو، فلوریدا واقع شده‌است. تامپا شرقی ۳٫۳۵ متر بالاتر از سطح دریا واقع شده‌است.